# Kunstschutz
Le Kunstschutz est le terme allemand pour désigner le principe de préservation du patrimoine artistique pendant les conflits armés particulièrement pendant la Première et la Seconde Guerre mondiale, dans le but de protéger l'art de l'ennemi, et associé à l'image de « l’officier de l’art » (Kunstoffizier) ou « expert artistique » (Kunstsachverständiger).
Suivant les points de vue, cette attitude allemande est restée valorisée jusqu'à la fin des années 1980 en Allemagne,, et cataloguée de pillage ou de spoliation par les pays dont les patrimoines étaient « sauvés ».

## Histoire

### Première Guerre mondiale
Le non-respect des conventions internationales de La Haye sur les lois et les coutumes de la guerre sur terre qui avaient intégré, en 1899 et 1907, le principe de la protection des biens culturels, cause un choc lors de l’incendie de la bibliothèque de Louvain et le bombardement de la cathédrale de Reims ; par réaction, la propagande allemande crée le principe du Kunstschutz, pour se racheter aux yeux des instances internationales qui, par leurs protestations, font obligation à l’Allemagne en guerre, de contrebalancer ses destructions, dans le but de redorer son image de « pays de la culture par excellence ».
Cela lui permet de plus l’expérimentation de formules nouvelles dans le sauvetage et la mise en valeur du patrimoine artistique, à l'origine d'initiatives nombreuses et souvent fécondes.
Le nom de Paul Clemen, professeur d’histoire de l’art à l’Université de Bonn et inspecteur des monuments de la Rhénanie, est associé en premier comme instigateur du Kunstschutz pendant la guerre de 14-18 dont une image altruiste est profitable à sa remise en place pour le second conflit mondial.
En Belgique
- Wolfgang Schivelbusch, dans Die Bibliothek von Löwen. Eine Episode aus der Zeit der Weltkriege, décrit la destruction du patrimoine culturel au XXe siècle dont celui de la Bibliothèque de l’Université de Louvain en 1914 et en 1940, malgré sa reconstitution et sa reconstruction dans les années 1920.

En France
- « Trésors artistiques sauvegardés au musée de Valenciennes » Propyläen Weltgeschichte de Walter Goetz (ed.), tome 10
- Restitution, en 1998, à la ville de Saint-Quentin (Aisne) d’objets culturels « sauvés » par un soldat allemand en 1917
- Restitution au musée de Douai en 2000, d’un tableau dérobé en 14-18, découvert lors d'une vente en Suisse.
- le musée de Metz : exposition sur les activités de l’ancien conservateur allemand du musée, l’archéologue Johann Baptist Keune, en matière de protection du patrimoine artistique mosellan pendant la guerre de 14-18.

### Seconde Guerre mondiale

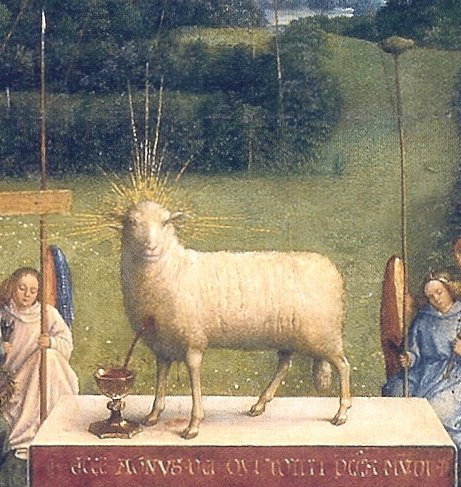
Projet du Führermuseum, dont le polyptyque de l'Agneau mystique pillé à Gand aurait été le flambeau.

À l'initiative d'Hermann Goering, Maréchal du Reich, le corps militaire spécialisé du Kunstschutz est réactivé à la suite de l'armistice de Cassibile du 8 septembre 1943, sous le prétexte des bombardements alliés, pour réquisitionner les œuvres d'art italiennes et les transporter vers l'Allemagne. Le transfert des œuvres vers l'Allemagne devient alors une véritable razzia.
Goebbels fait rédiger un inventaire de mille pages des œuvres d'art françaises en zone occupée.
En France
- Le comte Franz Wolff-Metternich est le responsable du Kunstschutz en France entre 1940 et 1942.
- La plupart des œuvres des musées français sont mises à l'abri (L'exode des musées, histoire des œuvres d'art sous l'occupation, par Michel Rayssac et Christophe Pincemaille).
- Les collections juives (des Rothschild ou des David-Weill) sont évacuées avec les caisses des musées nationaux, entreposées au Musée du Jeu de Paume, où, le maréchal de l'air Goering prélève sa part, avant l'expédition par trains spéciaux vers Berlin. Rose Valland, l'un des conservateurs français, note en secret le contenu de chaque expédition.
- Ribbentrop, ministre des Affaires étrangères du IIIe Reich, tente de récupérer à son profit la Diane sortant du bain de Boucher.
- Hitler accapare une partie de la collection de trois cents tableaux hollandais d’Adolphe Schloss pour son musée personnel de Linz.

En Italie, le service dépend du général Karl Wolff, gouverneur militaire en Italie, et est divisé en deux bureaux indépendantsl'un à Rome, dirigé par le major Hans Gerhard Evers, un historien de l'art de l'université de Munich, et l'autre à Florence, sous le commandement du colonel SS Alexander Langsdorff, archéologue, numismate et germaniste. Ce dernier s'installe au siège de l'Institut allemand d'histoire de l'art, place Santo Spirito.
Entre novembre et décembre 1942, le comte Franz Wolff-Metternich, responsable aussi du Kunstschutz en France, parcourt l'Italie centrale afin de repérer les œuvres d'art à emporter. Il fait une deuxième visite en juin 1943 et écrit un compte rendu scrupuleux de tout ce qu'il a vu.
Toutefois, la partie pratique sera laissée à son bras droit, le baron Bernhard von Tieschowitz. Lui aussi fera plusieurs visites à l'Italie et en février 1944 lui aussi écrit un compte rendu scrupuleux de ce qu'il a vu.
Ainsi: 
- À Florence :
58 caisses de statues de marbre et de bronze (Donatello, Michel-Ange...), 26 de statues grecques, 291 grands tableaux (Titien, Botticelli, Raphaël Sanzio...), 25 caisses de tableaux de petites dimensions, partirent vers l'Allemagne et l'Autriche, par convois que de nombreux officiers de renseignements italiens suivirent secrètement pour leur gouvernement. 
Rodolfo Siviero, officier de renseignement italien et historien de l'art ralliés aux forces antifascistes, oriente son activité d'agent secret en collaborant avec le Commando Militaire Allié par ses contacts avec les partisans, pour signaler les transferts de chef-d'œuvre d'art par les nazis. Après la Libération il continue son œuvre en recherchant les œuvres d'art sorties illégalement d'Italie et en retrouvant celles spoliées par les Allemands. Ainsi il retrouva la Léda Spiridon (1505-1515) de l'école de Léonard de Vinci, sur le thème de Léda et le cygne, acquise par Goering avant la Seconde Guerre mondiale.
- À Naples : 
Pillage des musées nationaux et spoliation de la Danaé du Titien, La Parabole des Aveugles de Bruegel, la Courtisane Antée du Parmigianino, L'Apollon Citharède de Pompéi

Mais le 4 janvier 1944, sous la pression du Kunstschutz, des fonctionnaires italiens, et du général Frido von Senger und Etterlin, commandant des forces cuirassées allemandes en Italie, une opération de propagande a lieu. Trente et un camions allemands s'arrêtent à Rome, piazza Venezia, pour restituer les trésors de Monte Cassino. Sous les caméras et les objectifs de la presse, ils descendent 172 caisses contenant des œuvres d'art appartenant aux musées de Naples et six cent caisses de livres.
En Pologne, en Bulgarie, en Roumanie...